# Ugandatrichia spinata
Ugandatrichia spinata är en nattsländeart som beskrevs av Wells och Dudgeon 1990. Ugandatrichia spinata ingår i släktet Ugandatrichia och familjen smånattsländor. Inga underarter finns listade i Catalogue of Life.